# Кубок Западной конференции
Кубок Западной конференции — хоккейный приз, вручаемый вышедшему в финал Кубка Гагарина Континентальной хоккейной лиги от Западной конференции. Трофей учреждён в 2010 году. Автором кубка является Владимир Гдальевич Майзель, член Союза художников, руководитель ювелирной студии «Майзель».

## Факты из истории
В двух сезонах КХЛ Кубок не вручался. В первом сезоне КХЛ, 2008/09, отсутствовало деление на конференции. Плей-офф сезона 2019/20 был досрочно завершён после первого раунда из-за пандемии коронавируса. 
В сезоне 2013/14 Кубок впервые завоевал иностранный клуб, в серии финала конференции пражский «Лев» (Чехия) обыграл ярославский «Локомотив». 
В сезоне 2014/15 в финале конференции СКА в серии с ЦСКА отыгрался со счета 0:3 и вышел в финал Кубка Гагарина. В истории КХЛ подобное не удавалось ни одной из команд.
В сезоне 2023/24 была изменена структура розыгрыша плей-офф. Из-за этого в 1/2 турнира вышли 3 команды из Восточной конференции и только 1 из Западной.

## Обладатели кубка
За всю историю существования КХЛ в финалах плей-офф конференции Запад сыграли шесть команд — СКА (10 раз), ЦСКА (7 раз), «Локомотив» (4 раза), московское «Динамо» (2 раза), ХК МВД, «Атлант» и пражский «Лев» (все по одному разу). 
Чаще других Западную конференцию КХЛ выигрывал ЦСКА (6 раз). По два раза сильнейшей командой конференции становились московское «Динамо» и санкт-петербургский СКА. По разу трофей лучшим на Западе КХЛ становились ХК МВД, «Атлант» и пражский «Лев». 
| Сезон     | Команда           | Финалист        |
| --------- | ----------------- | --------------- |
| 2024/2025 | Локомотив         | -               |
| 2023/2024 | Локомотив         | -               |
| 2022/2023 | ЦСКА              | СКА             |
| 2021/2022 | ЦСКА              | СКА             |
| 2020/2021 | ЦСКА              | СКА             |
| 2019/2020 | Не разыгрывался   | Не разыгрывался |
| 2018/2019 | ЦСКА              | СКА             |
| 2017/2018 | ЦСКА              | СКА             |
| 2016/2017 | СКА               | Локомотив       |
| 2015/2016 | ЦСКА              | СКА             |
| 2014/2015 | СКА               | ЦСКА            |
| 2013/2014 | «Лев» (Прага)     | Локомотив       |
| 2012/2013 | «Динамо» (Москва) | СКА             |
| 2011/2012 | «Динамо» (Москва) | СКА             |
| 2010/2011 | «Атлант»          | Локомотив       |
| 2009/2010 | ХК МВД            | Локомотив       |

- Полужирным шрифтом выделены команды, победившие в финале кубка Гагарина.